# Råhöjden
Råhöjden är ett naturreservat i Degerfors kommun och Karlskoga kommuni Örebro län.
Området är naturskyddat sedan 2014 och är 29 hektar stort. Reservatet omfattar höjden Råhöjden och består av naturskog och små myrar.